# Гоу, Эндрю Каррик
Эндрю Каррик Гоу (15 или 18 июля 1848, Лондон — 1 февраля 1920, там же) — британский исторический художник, портретист и жанрист.

## Биография
Уроженец Лондона, Гоу учился в художественной школе Хезерли. Был близким другом художника Лоуренса Альма-Тадемы. Он был постоянным экспонентом Королевской академии художеств начиная с 1867 года, в 1881 году был избран членом-корреспондентом, а в 1891 году действительным членом Королевской академии. В 1900 году он посетил Египет и использовал сделанные там с натуры наброски для создания картины, изображающей смерть Абдуллаха ибн Мухаммада ат-Таиша, второго лидера восстания махдистов, вскоре после поражения его армии от британских войск полковника Уингейта в 1898 году. Позже Гоу стал главным хранителем коллекций Королевской академии. Скончался в Лондоне.
Сестра Эндрю Каррика Гоу, Мэри Гоу, тоже была художницей.

## Галерея

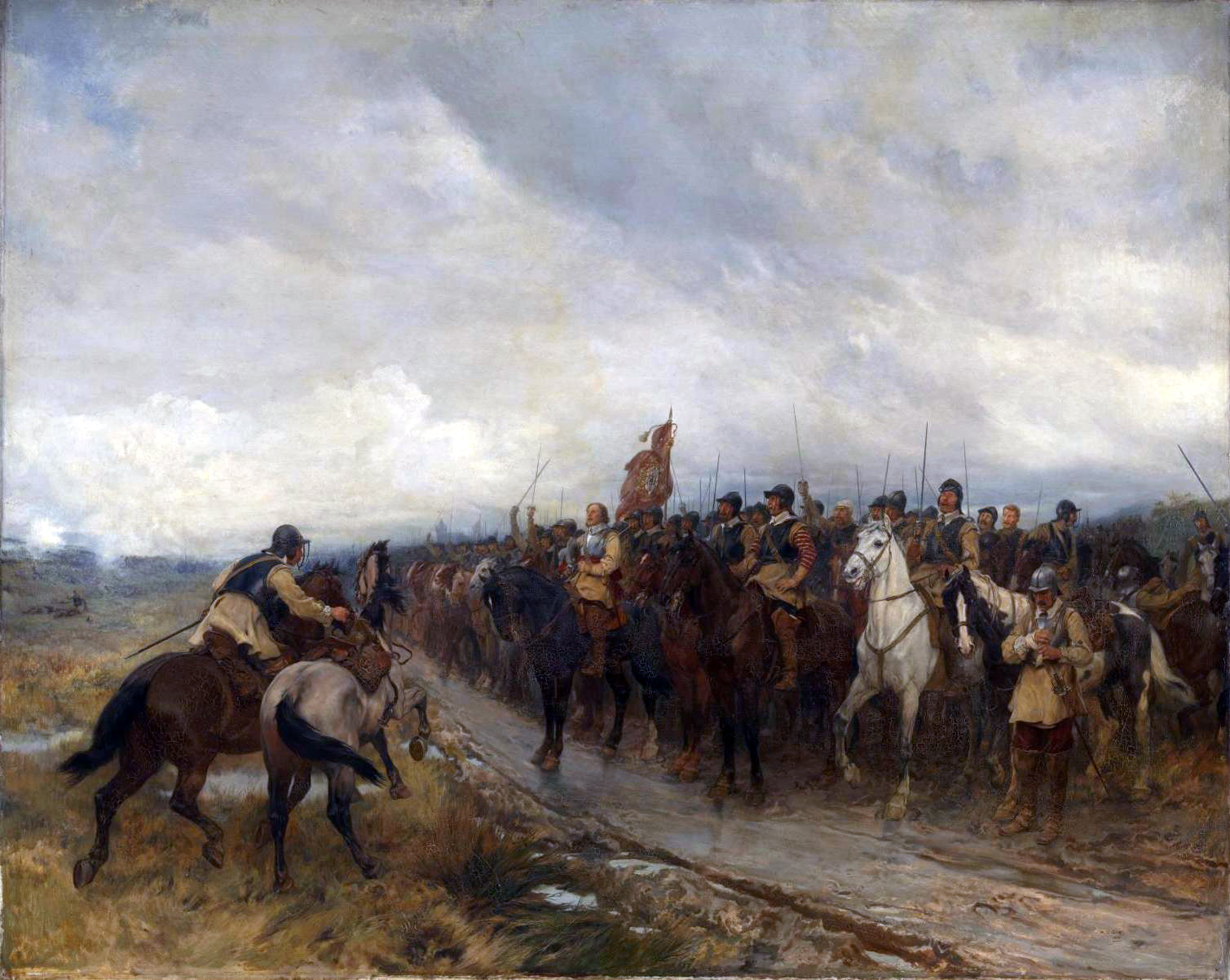
Оливер Кромвель в битве при Данбаре.
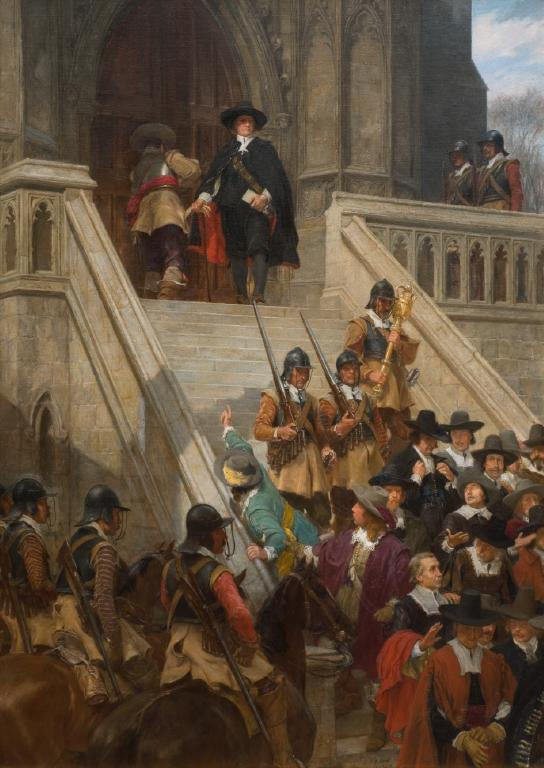
Кромвель разгоняет долгий парламент.
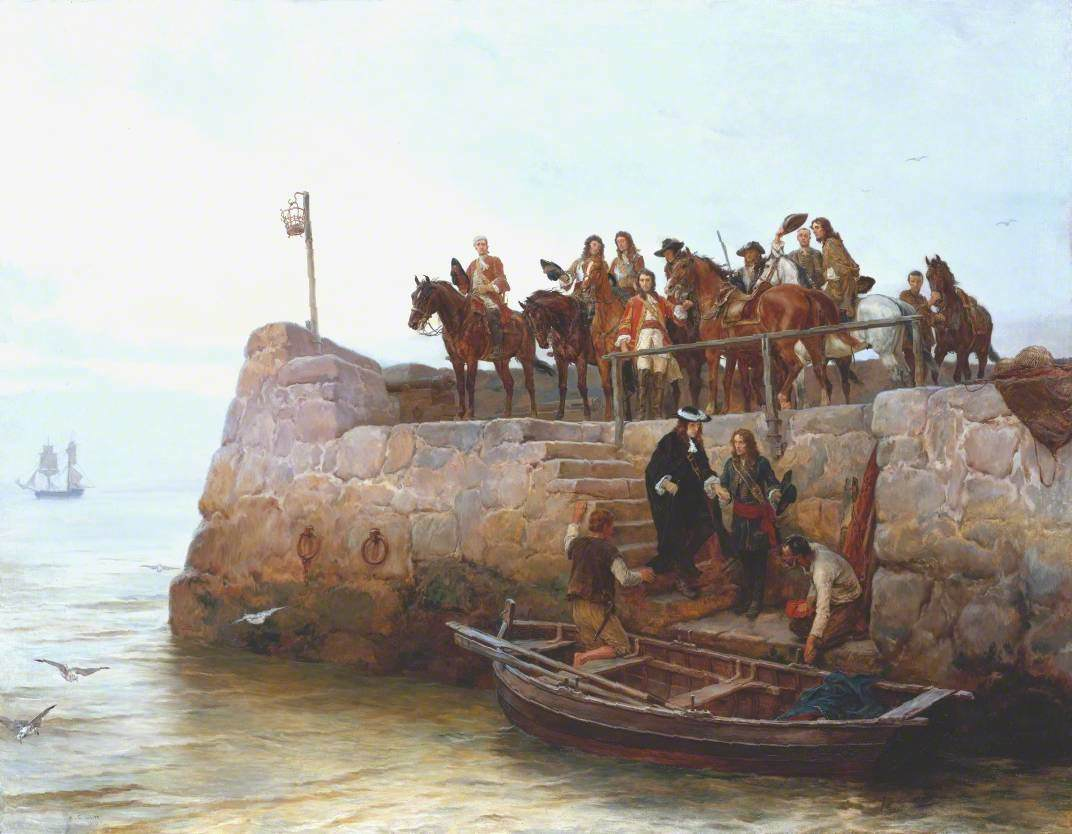
Бегство короля Якова II после битвы на реке Бойн.
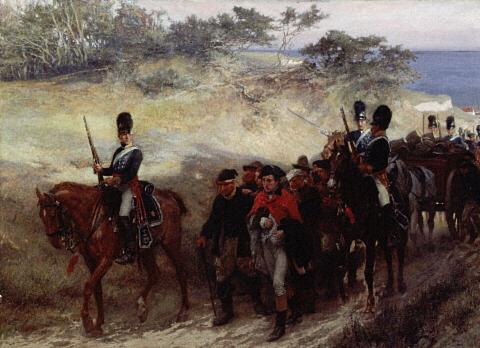
Арест контрабандистов.